# Spoorbaanpad
Het Spoorbaanpad is een fietssnelweg in Almere. Het Spoorbaanpad is 12 km lang en daarmee een van de langste fietspaden van Nederland. 
Het pad is in de jaren '80 aangelegd langs de spoorbaan, waar het zijn naam aan dankt. Het begint vlak bij de Hollandse Brug en eindigt in Almere-Buiten, waar het aansluit op fietspaden richting de Oostvaardersplassen. Op enkele kruisingen na, hebben fietsers op het hele traject voorrang op het overige verkeer. 
Per dag maken zo'n 20.000 mensen gebruik van het fietspad.
In 2016 is de gemeente begonnen met het opknappen van het pad.. Het Spoorbaanpad is sindsdien 4 m breed en heeft (grotendeels) rood asfalt. Ook de bruggen over de Hoge en Lage Vaart worden verbreed.